# Nicolás León Calderón
Nicolás León Calderón (Quiroga, Michoacán; 6 de diciembre de 1859 - Oaxaca, Oaxaca; 24 de enero de 1929) fue un médico, historiador, lingüista, etnólogo, antropólogo, polígrafo y naturalista mexicano.
El 2 de febrero de 1886, fue nombrado por el general Mariano Jiménez, director del Museo Michoacano, iniciando sus trabajos de historia natural, etnología de los pueblos indígenas, arqueología e historia de México, habiendo fundado los Anales del Museo Michoacano. Esta incansable labor la continuó en la ciudad de Oaxaca, pues en 1891 fue comisionado para organizar el Museo Oaxaqueño.
En 1899, ingresó al Instituto Bibliográfico que fundó Joaquín Baranda, quién el año de 1900, le comisionó para que escribiera una Bibliografía Mexicana del Siglo XVIII, la Bibliografía botánica-mexicana. También escribió la obra Biblioteconomía: Notas de las lecciones orales, considerada el primer libro de biblioteconomía en México.
El 5 de septiembre de 1900, se le nombró ayudante naturalista del Museo Nacional de México, iniciando una intermitente carrera en esa institución que duraría hasta el año de 1925.
El 23 de marzo de 1914, ingresó a la Academia Nacional de Medicina de la que fue vicepresidente en el año de 1921 y presidente en el año de 1922. Murió en la ciudad de Oaxaca el 23 de enero de 1929, dejando una gran cantidad de obras impresas e inéditas.

## Obra
- Historia, geografía y estadística de la municipalidad de Quiroga en 1884.
- Apuntes para la historia médica de Michoacán (Michoacán, 1886)
- Bibliografía Botánica Mexicana (1895)
- Compendio de Historia General de México, desde los tiempos prehistóricos hasta 1900 (México y Madrid, 1901)
- Bibliografía de don Vasco de Quiroga, (Michoacán, 1903)
- Las castas del México Colonial
- Dejó 334 obras inéditas en diferentes idiomas y dialectos.